# Vermine
|  | Denne artikel er oprettet af botten Steenthbot ud fra en ekstern database. Den kan derfor have sproglige fejl eller mangler. Denne skabelon kan fjernes efter kontrol af indholdet. |

Vermine er en dansk animationsfilm fra 2018 instrueret af Jeremie Becquer.

## Handling
Vi møder Hubert, en poetisk rotte, hvis håbefulde ord står i skarp kontrast til den verden, han lever i – en grå og trist virkelighed fuld af fremmede, som bevæger sig rundt i den parisiske metro, gemt bag høretelefoner og smartphones, uden at ænse hinanden. Men en dag går det galt, for i den barske verden har det konsekvenser, hvis man skiller sig ud. Filmen er instruktør Jeremie Becquers afgangsfilm fra Animation Workshop i Viborg.